# Walter Baresel

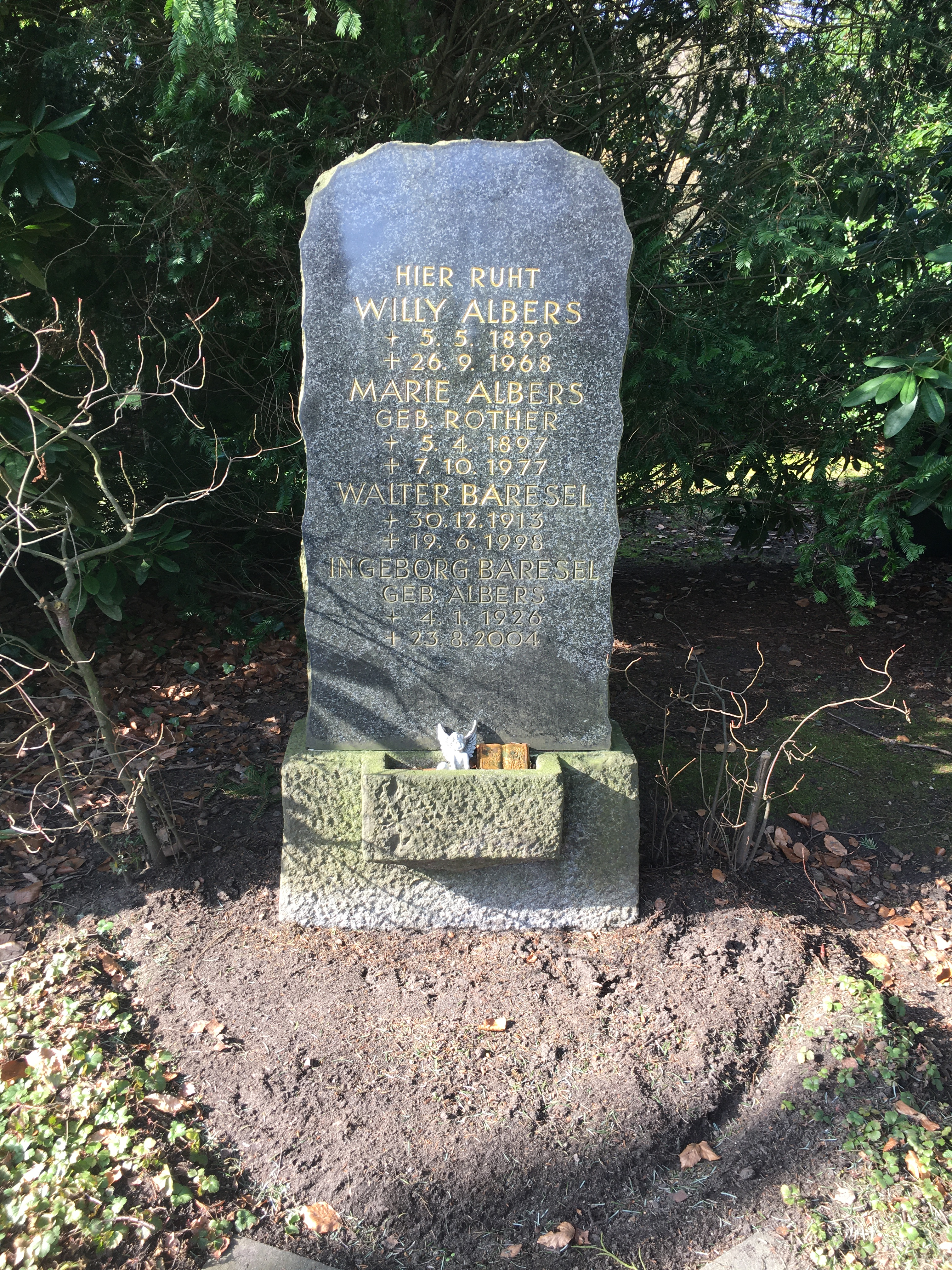
Grabstätte Walter Baresel auf dem Friedhof Ohlsdorf

Walter Baresel (* 30. Dezember 1913 in Hamburg; † 19. Juni 1998 ebenda) war ein deutscher Fußballfunktionär.

## Leben
Walter Baresel, der in Hamburg-Eilbek aufwuchs, war in jungen Jahren von 1927 an als Fußballspieler für den SC Concordia aktiv. Die Wandsbeker spielten in den 1930er Jahren in der Hamburger Bezirksklasse und in den ersten beiden Kriegsjahren in der Gauliga Nordmark. Nach seiner aktiven Laufbahn löste der gelernte Kaufmann in den Nachkriegsjahren Friedrich Pohlmann als Vereinsvorsitzenden ab; diese Funktion hatte er von 1947 bis 1950 inne. Von 1953 bis 1964 sowie erneut von 1973 bis 1986 war er beim Norddeutschen Fußball-Verband (NFV) Leiter des Spielausschusses. Er gehörte als norddeutscher Vertreter der fünfköpfigen Kommission des Deutschen Fußball-Bundes (DFB) an, die im Vorfeld der 1963 eingeführten Fußball-Bundesliga unter Berücksichtigung der Zwölfjahreswertung jene 16 Vereine festlegte, die zur neuen höchsten Spielklasse zählen sollten.
Nach Gründung der Bundesliga war er beim DFB von 1963 bis 1975 als Spielleiter unter anderem für die Terminplanung verantwortlich. Anschließend übernahm er den Vorsitz des Spielausschusses des DFB. In dieser Funktion wurde er einer breiten Öffentlichkeit bekannt, als er in der ARD-Sportschau regelmäßig die Auslosung der Spiele des DFB-Pokals leitete. Bei der Auslosung zur 1. Runde des DFB-Pokal 1986/87 kam es dabei zu einer Panne. Baresel ließ versehentlich das Los des späteren Finalisten Stuttgarter Kickers unter den Tisch fallen. Das Missgeschick wurde erst bemerkt, als Tennis Borussia Berlin kein Gegner zugelost werden konnte. Die Auslosung wurde nach einem Protest der Stuttgarter wiederholt. Diesmal zog Schiedsrichter Volker Roth die Lose und es kam erneut zum Erstrundenduell zwischen Stuttgart und Berlin.
Zugunsten der Tätigkeit beim DFB gab Baresel seinen Beruf als Import- und Großhandelskaufmann von Trockenfrüchten und Obstkonserven auf. Der ab 1929 in Hamburg-Wandsbek wohnhafte und ab 1955 mit seiner Ehefrau Ingeborg verheiratete Baresel war ebenfalls Mitglied des DFB-Führungsstabes bei den Weltmeisterschaften 1966, 1970 und 1978. 1986 legte er seine DFB-Ämter nieder, neben denen er zudem in zahlreichen Gremien der UEFA, des DFB und des NFV gearbeitet hatte.
Walter Baresel erlag 1998 in seiner Heimatstadt 84-jährig einem Herzversagen und wurde auf dem dortigen Friedhof Ohlsdorf im Planquadrat L 27 westlich von Kapelle 10 beigesetzt. Er war Ehrenmitglied des DFB, des Norddeutschen und des Hamburger Fußballverbandes sowie des SC Concordia.